# Wysoczyzna (Boguszyn)
Wysoczyzna (niem. Hochrosen) – dawna kolonia, a obecnie niewyodrębniona część Boguszyna, obejmująca swoim zasięgiem południowo-zachodnią część wsi.

## Geografia
Wysoczyzna stanowi zgrupowanie domów stanowiących część Boguszyna, położone na północno-zachodnim zboczu bocznego ramienia Grzbietu Wschodniego Gór Bardzkich, schodzącego od Mysiej Góry aż po Owczą Górę w Kłodzku. Leży ona na wysokości ok. 340–360 m n.p.m., w dolinie potoku, pomiędzy Skibą – dolną częścią a Łochowem – górną częścią Boguszyna przy drodze krajowej nr 8 (E67).
Wokół ciągną się użytki rolne, z których roztaczają się widoki na Kotlinę Kłodzką i część pasm górskich ją otaczających. Znajduje się tu zaledwie kilka zagród.

## Historia
Rozwój demograficzny Wysoczyzny na przestrzeni stuleci kształtował się następująco:
Wysoczyzna powstała w połowie XVIII wieku jako kolonia Skiby, przy starej drodze prowadzącej z Kłodzka do Barda. W 1782 roku było tu zaledwie 6 domów i taki stan rzeczy utrzymywał się przez dłuższy czas. W połowie XIX wieku przeprowadzoną nową szosę grzbietem powyżej zabudowań Wysoczyzny pozostawiając ją na uboczu. W okresie dwudziestolecia międzywojennego do Wysoczyzny przyłączono okoliczne rozproszone kolonie i zagrody.
Po zakończeniu II wojny światowej i przejściu ziemi kłodzkiej pod administrację polską Wysoczyzna pozostała przysiółkiem Skiby. W 1973 roku straciła swoją odrębność i została przyłączona do Boguszyna. Znajduje się tu nadal kilka rozproszonych zagród, a sama nazwa Wysoczyna powoli wychodzi z użycia.